# Макарьевская премия
Мака́рьевская (Макариевская) пре́мия — российская академическая премия имени митрополита Московского и Коломенского Макария (Булгакова), созданная в 1867 году по его завещанию с целью «поощрения отечественных талантов, посвящающих себя делу науки и общеполезных занятий…». С 1918 по 1996 год премия не вручалась. В настоящее время — главная премия в области российской истории и истории Русской православной церкви[прояснить].
Макариевская премия вручается каждые два года. Для проведении конкурса выбрана рейтинговая система голосования, по результатам которого присуждаются премии трёх степеней: первая, вторая и третья, а также молодёжная премия. Лауреатам вручаются дипломы, медали, денежные премии. Сумма премии меняется каждый год в зависимости от возможностей фонда, как правило, в сторону повышения. Важнейшим критерием оценки работ является их научная значимость. Макарьевскую премию можно получить только один раз.

## Макариевский фонд и премии в XIX — начале XX веков

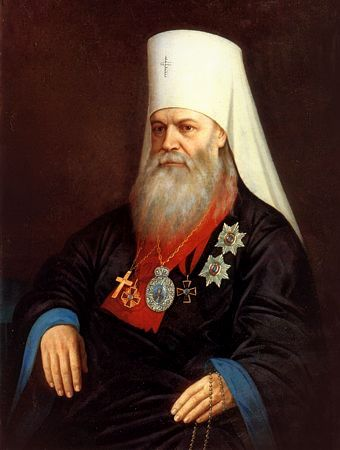
Митрополит Макарий

Макариевская академическая премия была учреждена митрополитом Московским и Коломенским Макарием. Он завещал после своей смерти на проценты от его сбережений учредить ежегодные премии для «поощрения отечественных талантов, посвящающих себя делу науки и общеполезных занятий…».
В 1869—1879 годах было издано Высочайшее утверждение правил присуждения премий Высокопреосвященнейшего Макария. В 1882 году был учреждён Макариевский фонд.
Макариевские премии присуждались с 1884 по 1917 год Святейшим синодом за выдающиеся работы русских учёных в области истории и богословия. Было четыре Макариевских премии. Одна присуждалась Академией наук (по всем отраслям науки), две — Святейшим синодом (за учебники и учебные пособия по духовным дисциплинам), одна — Киевской духовной академией (за работы в области духовной литературы). Революция 1917 года прервала эту традицию, Фонд был ликвидирован, а накопленные средства бесследно исчезли.

## Лауреаты Макариевской премии в 1884—1917 годах
Среди получивших премии было несколько будущих архиереев: архимандрит (впоследствии — архиепископ) Никон (Рождественский), иеромонах (впоследствии — митрополит) Николай (Ярушевич), иеромонах (впоследствии — митрополит) Анатолий (Грисюк), иеромонах (впоследствии — архиепископ) Феодор (Поздеевский), А. Г. Стадницкий (впоследствии — митрополит), В. А. Троицкий (впоследствии — архиепископ). 
За труды в области богословских наук премию получили священник Павел Флоренский, профессора А. И. Алмазов, Н. Н. Глубоковский, А. П. Голубцов, Иероним (Лаговский), И. И. Малышевский, А. С. Павлов, В. И. Фаминский и другие. 
В области естественных наук премии были удостоены С. Н. Алфераки, В. В. Докучаев, А. С. Ермолов, С. О. Макаров, И. В. Мушкетов, И. Г. Оршанский и другие. 
В области гуманитарных наук премия была вручена Н. М. Бубнову, М. С. Корелину, А. А. Кочубинскому, Д. Ф. Масловскому, В. М. Перетцу, А. Ф. Петрушевскому, А. Ф. Редигеру, М. Н. Розанову, Т. Д. Флоринскому, Ю. А. Кулаковскому и другим. 
За учебники и учебные пособия премию получили И. С. Бердников, С. В. Смоленский, Г. И. Челпанов и другие.

## Макариевский фонд и премия с конца XX века
Фонд по премиям памяти митрополита Московского и Коломенского Макария (Булгакова) был возрождён в 1995 году по инициативе Святейшего Патриарха Московского и вся Руси Алексия II. Учредители фонда — Русская православная церковь, Правительство Москвы и Российская академия наук. С конца 1990-х годов Фонд возглавлял митрополит Воронежский и Липецкий Мефодий. В 2003 году председателем Фонда стал архиепископ Екатеринбургский и Верхотурский (ныне — митрополит Ташкентский и Узбекистанский) Викентий.
19 сентября 1997 года состоялось первое вручение Макариевских премий. Церемонию возглавили Святейший Патриарх Алексий II и президент РАН Ю. С. Осипов. Премия была присуждена в номинациях «История Православной Церкви» и «История Москвы». С 1999 года премия вручалась также в номинации «История России», а с 2005 года — в номинации «История православных стран и народов».
В 1995 году мы приняли решение о возрождении этой премии тремя учредителями: Русской Православной Церковью, Правительством Москвы и Академией наук. Через два года прошло первое вручение премии. С тех пор авторитет премии неуклонно укреплялся. Если в первый год мы рассматривали несколько десятков работ на соискание этой премии, то сегодня речь идёт уже о сотнях. Увеличилось и число номинаций. Сначала их было две: история Русской Церкви и история Москвы. Через два года добавилась номинация по истории России, а в этом году мы вручаем первые премии ещё по одной номинации — история православных стран и народов. Также резко расширилась и география присылаемых на конкурс работ. Сегодня мы анализируем работы, присылаемые из самых разных уголков не только нашей страны, но и всего мира.Патриарх Алексий II на церемонии вручения премии в 2005 году
Число номинаций продолжает увеличиваться, и с 2008 года премия присуждается в пяти номинациях: «История Православной Церкви», «История России», «История Москвы и историческое краеведение», «История православных стран и народов», «Учебник или учебное пособие». В 2013 году добавлена номинация «За достижения в популяризации научно-исторических знаний».
Мне кажется, что эта премия, помимо того, что она является стимулом и достойным поощрением научной деятельности, представляет ценность ещё и потому, что объединяет людей, трудящихся как в светской, так и в церковной науке. Те разрывы, которые произошли в нашей истории, постепенно преодолеваются. Я хотел бы поблагодарить всех, кто участвует в преодолении этих трагических разрывов.Патриарх Кирилл
Экспертный совет Макариевского фонда состоит из светских и церковных историков, специалистов по истории Москвы и истории России, представляющих Российскую академию наук, Московский государственный университет, Московскую духовную академию, Церковно-научный центр «Православная энциклопедия». Экспертный совет возглавляет доктор исторических наук, профессор, академик РАН С. П. Карпов.
Правом выдвижения работ на соискание премии обладают учёные и научные советы институтов РАН, академики и члены-корреспонденты РАН по своей специальности; учёные советы научно-исследовательских и высших учебных заведений; учёные советы музеев, архивов и библиотек; Правительство Москвы; Учебный комитет Московской Патриархии; Церковно-научный центр «Православная энциклопедия»; по благословению и рекомендации правящих архиереев Русской православной церкви и других православных церквей, лауреаты Макариевской премии по своей номинации.

## Лауреаты Макариевской премии с 1997 года
После возрождения премия присуждалась в 1997, 1999, 2001, 2003, 2005, 2007, 2009, 2011, 2013, 2015, 2017, 2019, 2020 и 2021 годах.
Среди награждённых Макариевской премией:
- В номинации «История Православной Церкви»: митрополит Климент (Капалин), епископ (ныне — митрополит) Иларион (Алфеев), архимандрит Дионисий (Шишигин), архимандрит Макарий (Веретенников), иеромонах (ныне — игумен) Дамаскин (Орловский), протоиерей Владимир Сорокин, протоиерей Владислав Цыпин, Борис Клосс, Николай Лисовой, Александр Молдован, Энгелина Смирнова, Наталия Сухова, Борис Флоря, Михаил Шкаровский, Константин Капков, епископ Серафим (Амельченков)[1] и другие.

- В номинации «История России»: Евгений Анисимов, Маргарита Вандалковская, Вадим Трепавлов, Сергей Лебедев, Фёдор Гайда, Аркадий Маньков, Александр Назаренко, Павел Седов, Александр Буганов, Юрий Тихонов, Анна Хорошкевич, Игорь Христофоров, Кирилл Соловьёв, Валентина Чернуха и другие.
- В номинации «История Москвы и историческое краеведение»: Андрей Баталов, Леонид Беляев, Николай Борисов, Михаил Коробко, Валерий Любартович, Мария Нащокина, Пётр Паламарчук, Юрий Петров, Нина Синицына, Сергей Романюк, иеромонах Рафаил (Ивочкин) и другие.
- В номинации «История православных стран и народов»: Игорь Медведев, Алла Романчук, Людмила Хрушкова и другие.
- В номинации «Учебник или учебное пособие»: Сергей Сорочан, Ярослав Щапов и другие.
- В номинации «За достижения в популяризации научно-исторических знаний»: Дмитрий Володихин.
- «За выдающийся вклад в развитие отечественной исторической науки» премии в 2003 году был удостоен Сигурд Шмидт.